# لويس ميغيل فرانكو
لويس ميغيل فرانكو (بالإسبانية: Luis Miguel Franco)‏ (15 مايو 1993 بسمورة في إسبانيا - ) هو لاعب كرة قدم مكسيكي في مركز الوسط. لعب مع كلوب ليون.

## وصلات خارجية
- لويس ميغيل فرانكو على موقع قاعدة بيانات كرة القدم.إي يو (الإنجليزية)